# 토란
토란(土卵, Taro)은 천남성과의 여러해살이풀로써 학명은 Colocasia esculenta이다. 인도·인도네시아 등 열대아시아가 원산인 여러해살이풀이다. 줄기는 땅속에서 거의 자라지 않고 비대해져 알줄기나 덩이줄기가 된다. 잎은 길이 1-1.5m이고, 잎새는 입술 모양이나 달걀꼴 또는 심장 모양인데, 길이 30-50cm, 너비 25-30cm나 된다. 표면은 미끄럽다. 오랜 세월을 거쳐 재배해 오는 동안 개화습성이 없어져 가고 있으나 간혹 고온인 해의 가을에 꽃이 피기도 한다. 꽃은 잎자루 사이에서 나온 꽃줄기 끝에 육수꽃차례로 달리며 길이 25-30cm, 너비 6cm 정도의 노란색 불염포에 싸여 있다. 꽃차례의 밑부분에는 암꽃, 그 위는 수꽃, 맨 끝부분에는 무성화가 달린다.
한국의 재래종은 대개 일찍 자라는 조생으로서 줄기가 푸르고 새끼 토란이 여러 개 달리며 알이 작다. 덩이줄기는 새끼 토란과 어미 토란으로 구분하며 어미 토란은 알이 크고 떫은 맛이 강하여 거의 대부분 먹지 못한다. 토란은 고온성 식물로서 고온다습한 곳에서 잘 자란다. 병충해는 매우 적으며, 간혹 개화하기는 하나 종자가 생기지 않으므로 알줄기를 4-5월 무렵에 심는다.
덩이줄기 100g 중에는 탄수화물 12.8g, 단백질 2.6g, 지질 0.2g이 함유되어 있고 열량은 60kcal이다. 주로 국을 끓여 먹고 굽거나 쪄서도 먹는다. 줄기를 껍질을 벗겨 삶아 낸뒤, 물에 담가두어 아린맛을 제거한 뒤 육개장이나 전 등의 재료로 활용한다.

## 물토란
물토란(Colocasia esculenta 'Fontanesii')은 땅에서 자라는 토란과 달리 물에서 자란다. 동남 아시아 원산인 다년생 수생식물로 뿌리에서 돋아 길이 1~1.5m 정도이고, 잎은 입술 모양이나 달걀 모양 또는 심장 모양으로 길이 30~50cm, 폭 25~30cm정도 자라며 가장자리는 물결 모양 파상형상을 띠고 표면은 미끄럽다. 꽃은 6~8월에 피며 잎자루 사이에서 나온 꽃줄기 끝에 육수꽃차례로 달리며 길이 25~30cm, 너비 6cm 정도의 노란색 불염포에 싸여 있다. 꽃차례의 밑 부분에는 암꽃, 그 위에는 수꽃, 맨 끝 부분에는 무성화가 달려 있다. 잎까지 검은 것은 블랙 매직(Colocasia Esculenta Black Magic)이라고 한다. 잎과 줄기가 아름다워 관상용으로 심으며 땅에서 자란 토란은 알뿌리라서 식용할 수 있지만 물에서 자란 물토란은 실뿌리라서 식용할 수 없다. 겨울에 얼지 않도록 관리한다. 햇볕을 좋아하며 그늘에서 키우면 줄기가 약해져 지탱하지 못하고 옆으로 쓰러진다. 그래서 햇볕이 좋은 야외 정원이나 베란다에서 키우는 게 좋다. 번신력이 좋으며 줄기가 뻗어 나가면서 번식을 한다.

## 효능
칼륨이 많이 들어 있으며, 칼륨이 나트륨 배출을 돕는데 효과적이기 때문에 부종을 억제시킬 수 있다. 또한 식이섬유가 들어 있어 배변활동을 도우며, 변비 증상을 억제시키며 대장암을 예방하는 효과를 가지고 있다. 피토스테롤 성분이 들어 있어 항암작용을 하기도 하며, 피로회복, 염증억제, 심혈관질환 예방, 노화방지 등 효능을 가지고 있다.

## 경작
| 국가         | 생산량 |
| ------------ | ------ |
| 나이지리아   | 3.3    |
| 중국         | 1.9    |
| 카메룬       | 1.8    |
| 가나         | 1.2    |
| 파푸아뉴기니 | 0.3    |
| 전 세계 총합 | 10.2   |

## 사진

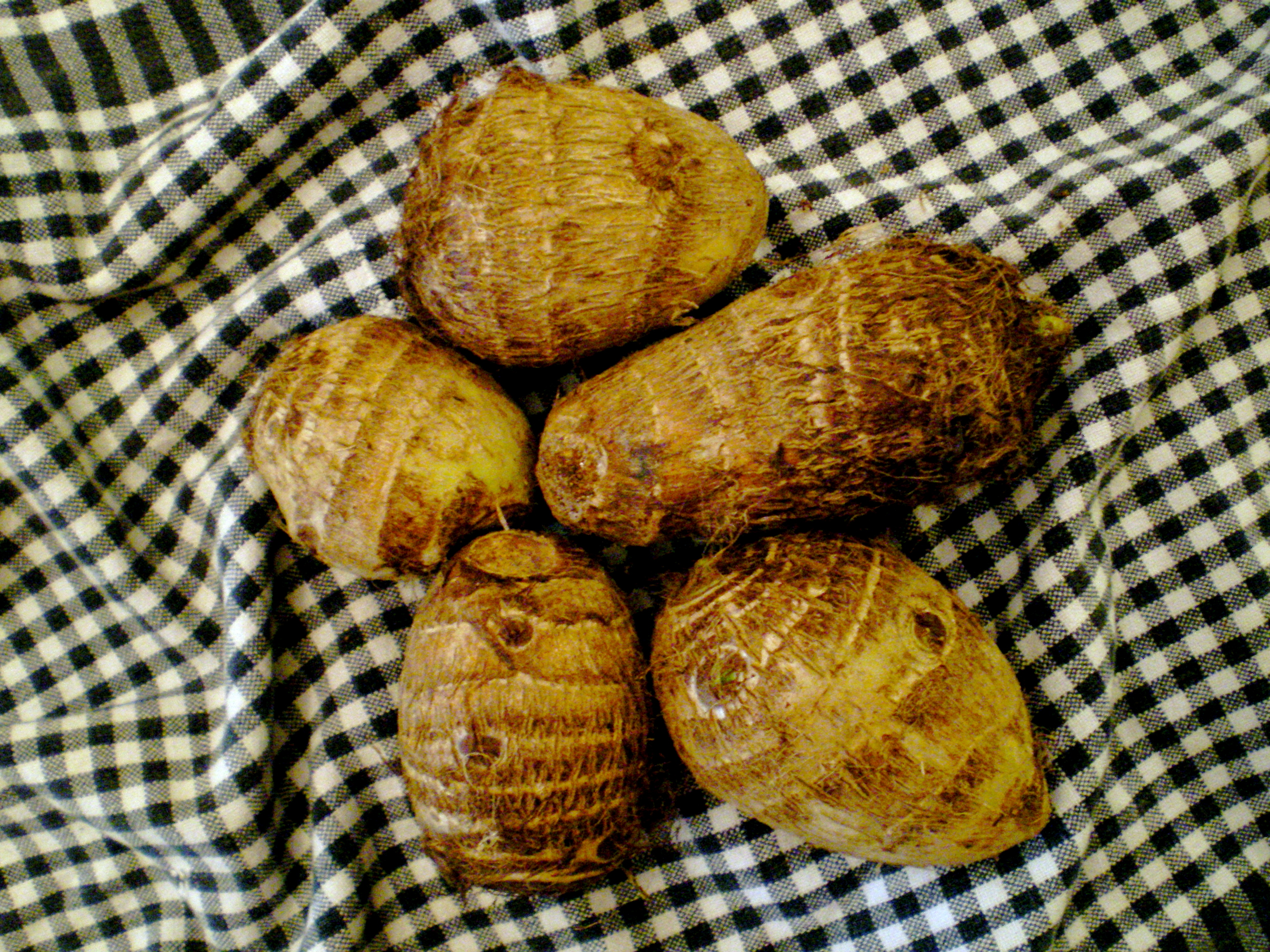
토란의 덩이줄기
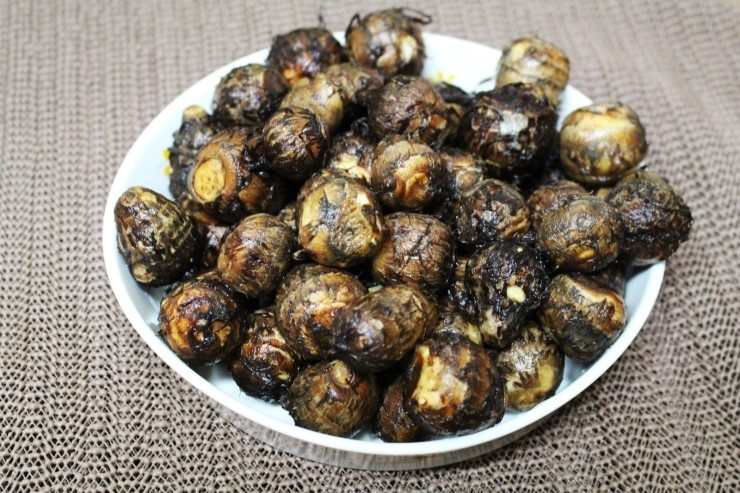
토란
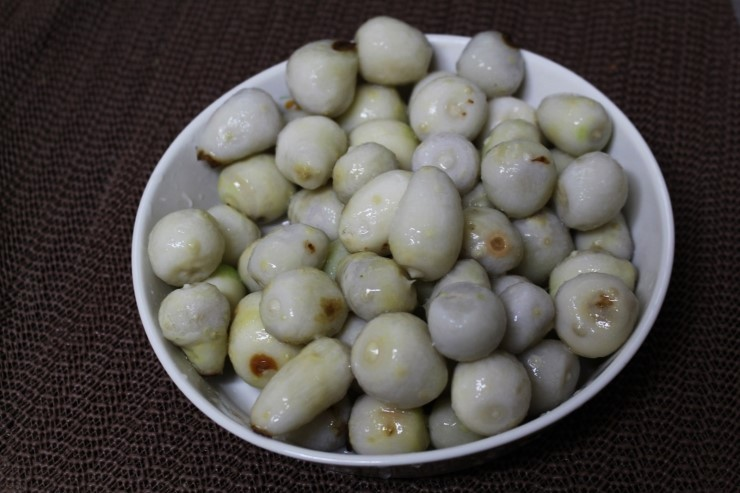
깐토란

## 관련 식물
아메리카토란속의 아메리카토란(Xanthosoma sagittifolium)도 알줄기(구경)을 먹는 식물이고 생김새가 유사하지만 속 단위에서 다르다.

## 같이 보기
- 채소 목록

## 참고 문헌
- 이 문서에는 다음커뮤니케이션(현 카카오)에서 GFDL 또는 CC-SA 라이선스로 배포한 글로벌 세계대백과사전의 내용을 기초로 작성된 글이 포함되어 있습니다.